# Ortoterapia

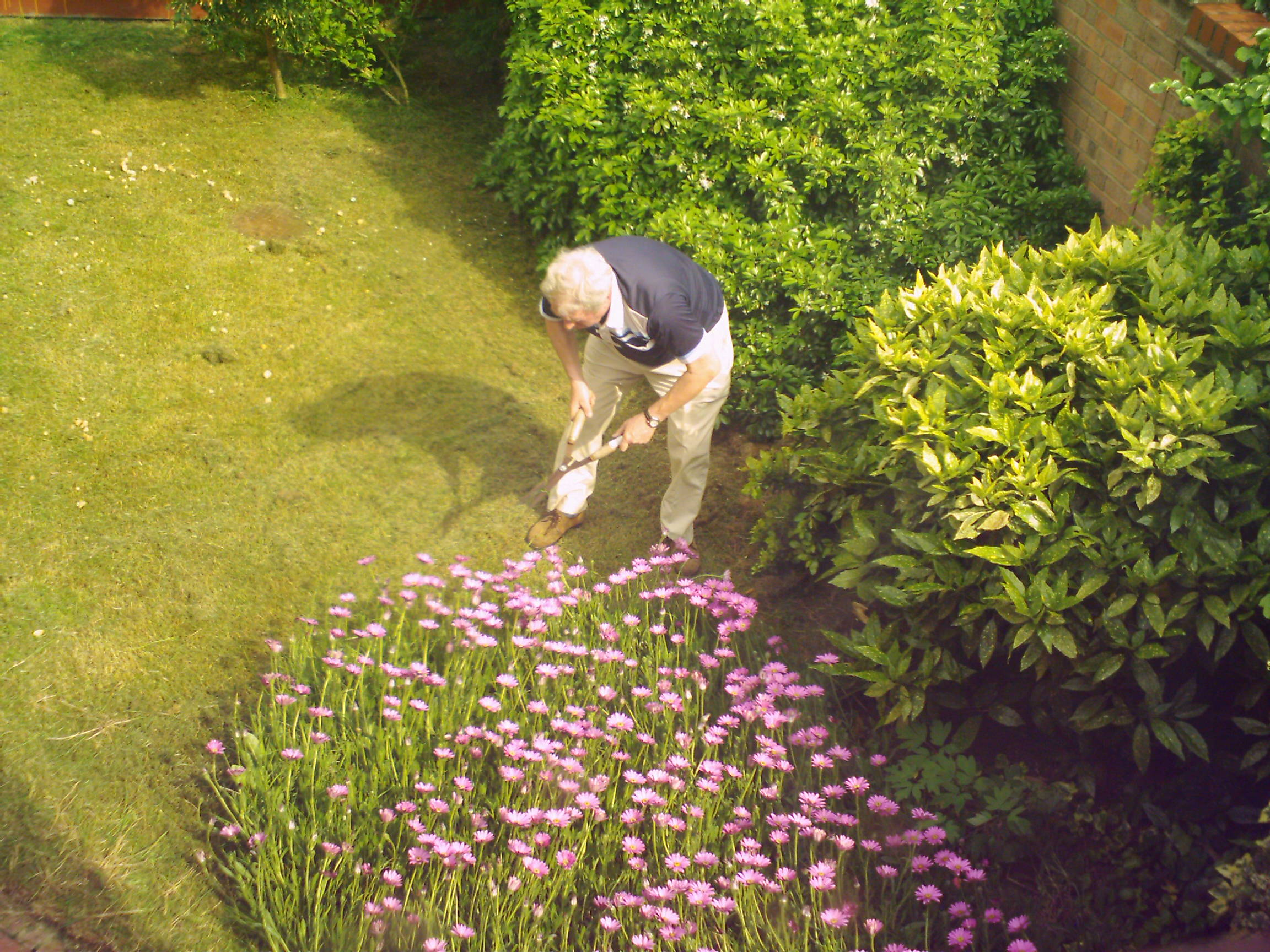
Attività di giardinaggio in ambiente urbano

L'ortoterapia è una terapia occupazionale che consiste nell'impegno di una persona in attività di giardinaggio (garden therapy), orticultura, cura delle piante, con l'assistenza di un terapista esperto, al fine di ottenere risultati terapeutici.

## Definizione
La American Horticultural Therapy Association (AHTA) definisce l'ortoterapia come un processo attivo inserito nel contesto di un piano prestabilito di trattamento, nel quale il processo costituisce il mezzo terapeutico e non il risultato finale
Chi pratica terapie attraverso l'ortoterapia è un soggetto formato in modo specifico per agire insieme ad altre figure specialistiche in un team di riabilitazione, come, ad esempio, medici, psichiatri, psicologi, terapisti occupazionali, educatore nell'extrascolastico), che impegnano il paziente in tutte le fasi del giardinaggio, dalla Propagazione delle piante alla vendita dei prodotti, come mezzo per portare miglioramenti nel benessere e nella qualità della vita.

## Storia
L'uso dell'ortoterapia risale al 2000 a.C. nell'antica Mesopotamia e intorno al 500 a.C. gli antichi persiani crearono giardini a scopo terapeutico. Secondo l'American Horticultural Therapy Association, i medici dell'antico Egitto prescrivevano passeggiate intorno a un giardino ai pazienti con malattie mentali. Durante il Medioevo, un ospedale di un monastero utilizzava le piante a scopo di rallegrare i malati malinconici. Inoltre i giardini venivano usati per curare i disturbi fisici e mentali. La prima documentazione moderna sull'uso dell'ortoterapia come trattamento per scopi di salute mentale risale al 1800. Il Dr. Benjamin Rush è stato il primo a suggerire che il lavoro sul campo in un ambiente agricolo ha aiutato a ottenere risultati positivi per i clienti con malattie mentali. Questa scoperta ha portato molti ospedali nel mondo occidentale a iniziare a utilizzare l'ortoterapia come mezzo per iniziare a trattare terapeuticamente i pazienti con problemi mentali e disabilità dello sviluppo. Nel 1817 l'Asylum for Persons Deprived of Their Reason, poi noto come Friends Hospital, costruì un ambiente paesaggistico per aiutare i pazienti nel loro recupero terapeutico. Nel 1879 il Friends Hospital costruì la prima serra adibita a terapia. L'ortoterapia del primo dopoguerra è stata utilizzata per aiutare i militari a riabilitarsi, negli anni '40 i membri di un club di giardinaggio hanno portato attività di coltivazione e cura delle piante ai militari e nel 1960 è stato scritto il primo libro sull'ortoterapia. Il primo diploma in ortoterapia è stato istituito nel 1972.
Nel 1973 il Consiglio per la terapia e la riabilitazione attraverso l'ortoterapia (NCTRH) è stato istituito da un gruppo di professionisti dell'ortoterapia. Nel 1988 hanno cambiato il loro nome in American Horticulture Therapy Association (AHTA). Essa è un'organizzazione senza scopo di lucro.

### Palm house

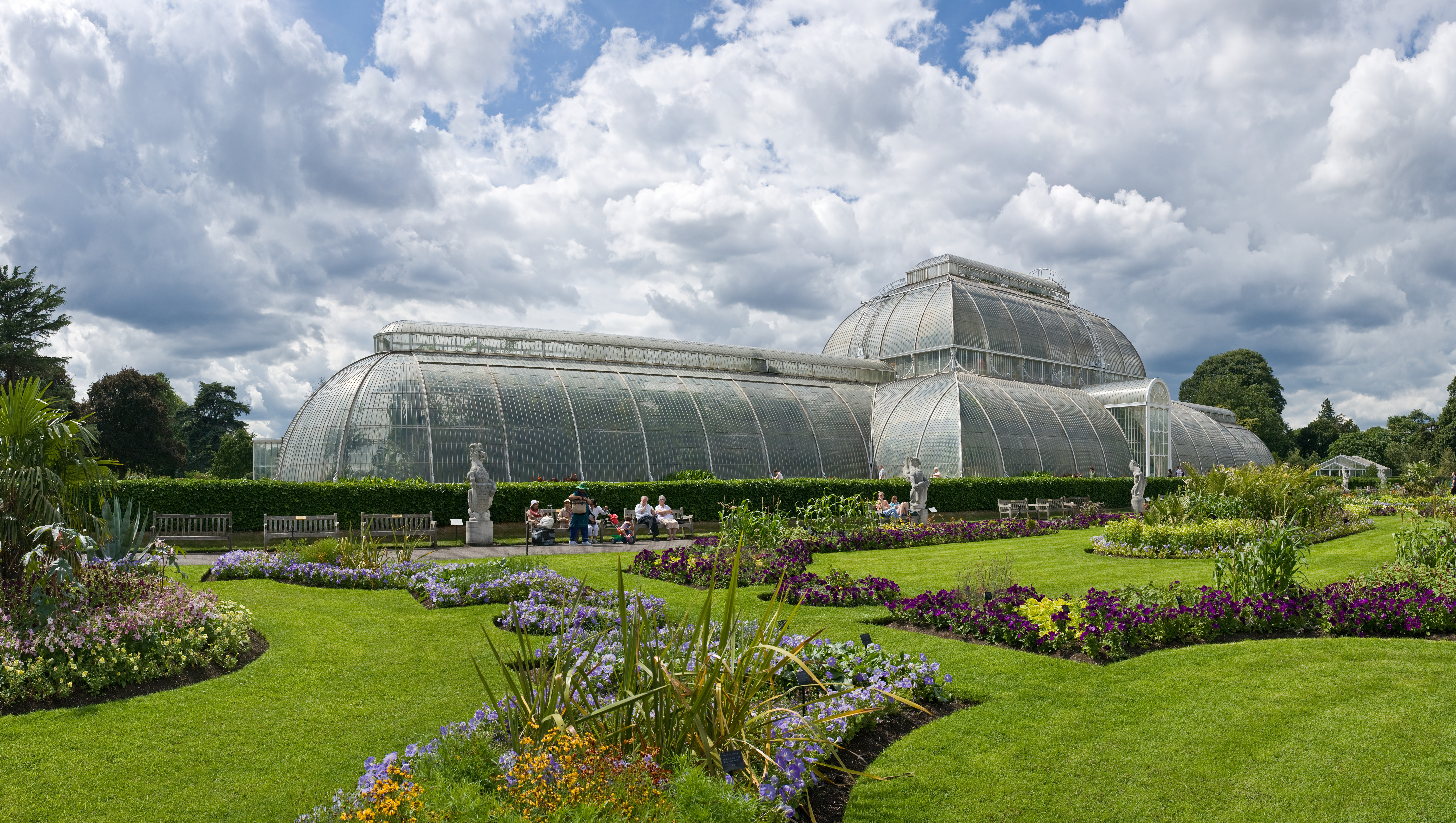
Kew Gardens Palm House, Londra

Palm house è un termine usato per serre da esposizione grandi e riscaldate, specializzate nella coltivazione di palme e altre piante tropicali e subtropicali. Nella Gran Bretagna vittoriana, diverse case di palme in vetro e ferro decorate furono costruite in giardini botanici e parchi, usando l'architettura in ghisa, la prima costruita nel 1848 a Londra. Soprattutto nei paesi di lingua inglese al di fuori delle isole britanniche, questi sono spesso chiamati conservatory, nel Regno Unito principalmente un termine per piccole strutture in vetro attaccate alle case. Questa tipologia di serra è usata nell'ortoterapia.

## Tipi di trattamento
Gli obiettivi e i tipi di trattamento variano a seconda della struttura che utilizza l'ortoterapia. Le istituzioni dalle scuole alle case di cura alle carceri utilizzano l'ortoterapia per soddisfare i bisogni terapeutici. Ognuna di queste strutture ha diversi tipi di terapia, ognuna con le proprie forme di trattamento individuali.

### Ortoterapia professionale

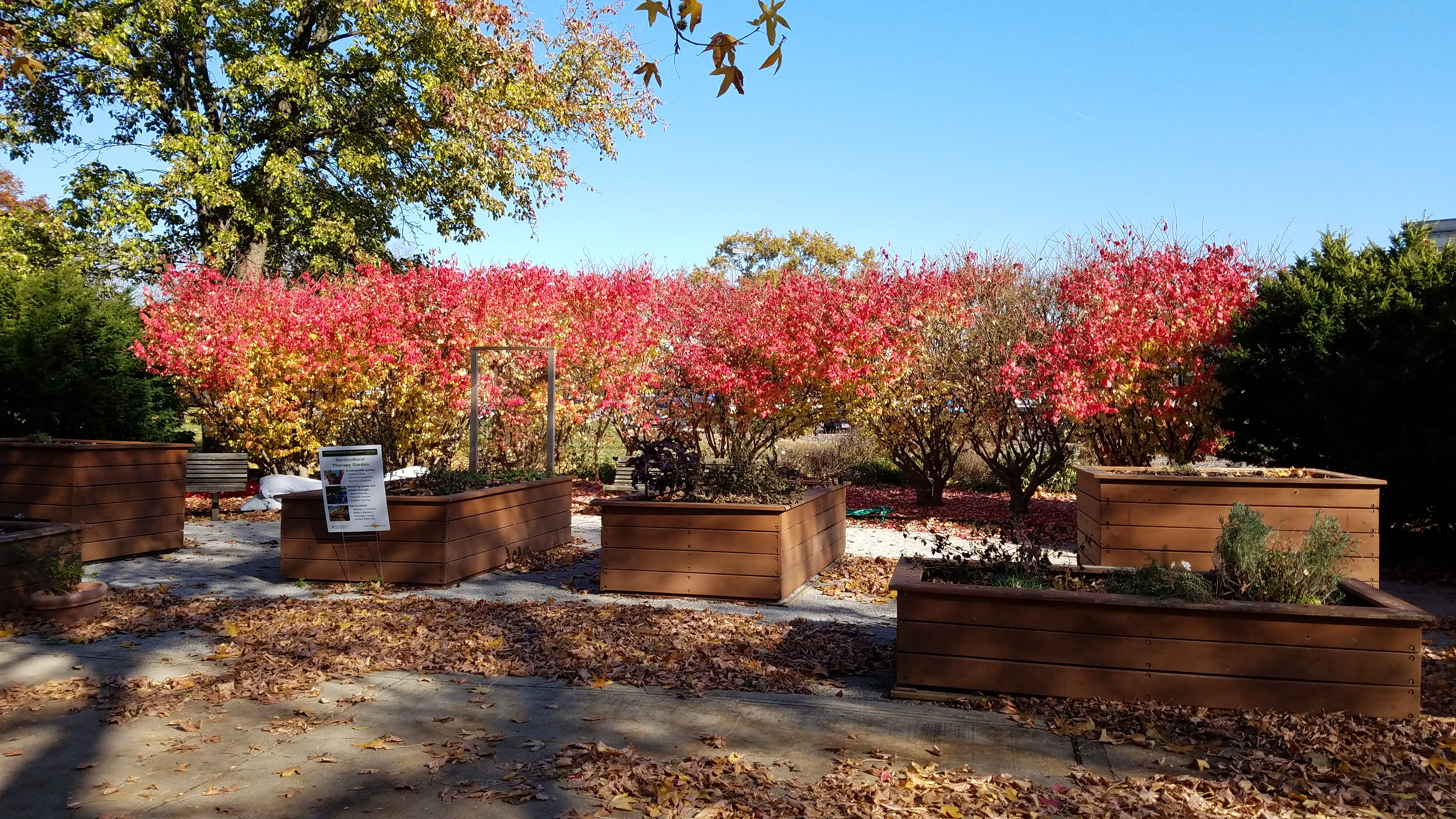
The Ohio State University: giardino dedicato all'ortoterapia

Ha lo scopo di insegnare abilità e migliorare i comportamenti che possono essere utilizzati in un lavoro o sul posto di lavoro. Persone che si sottopongono a terapia professionale possono apprendere abilità che riguardano le serre, la cura di alberi e arbusti, oltre a conoscere la produzione, la vendita e i servizi di piante.

### Ortoterapia terapeutica
Ha il suo focus sul recupero medico e dalla malattia.

### Ortoterapia sociale
Focalizzata sull'attività del tempo libero e sul miglioramento della qualità della vita.